# Penum
Penum is een bestuurslaag in het regentschap Bengkulu Tengah van de provincie Bengkulu, Indonesië. Penum telt 415 inwoners (volkstelling 2010).